# Amóghasiddhi

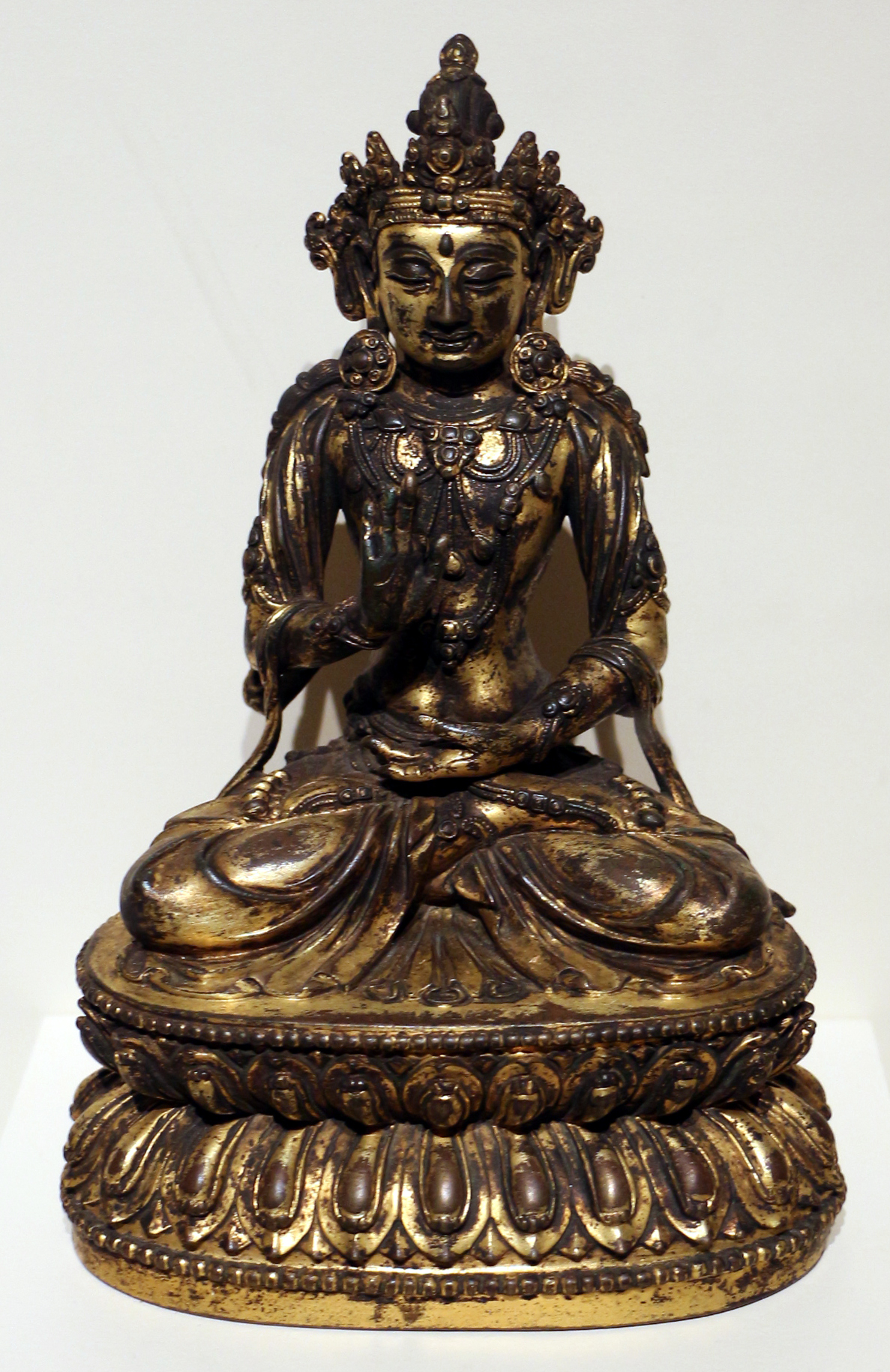
Amoghasiddhi, Čína dynastie Ming, začátek 15. století

Amóghasiddhi (sanskrt: अमोघसिद्धि) je buddha, který ztělesňuje moudrost odhodlaného uskutečňování činů. Je jedním z pěti dhjánibuddhů v mahájánovém a vadžrajánovém buddhismu.

## Vlastnosti
- Nebojácný, mocný vítěz.

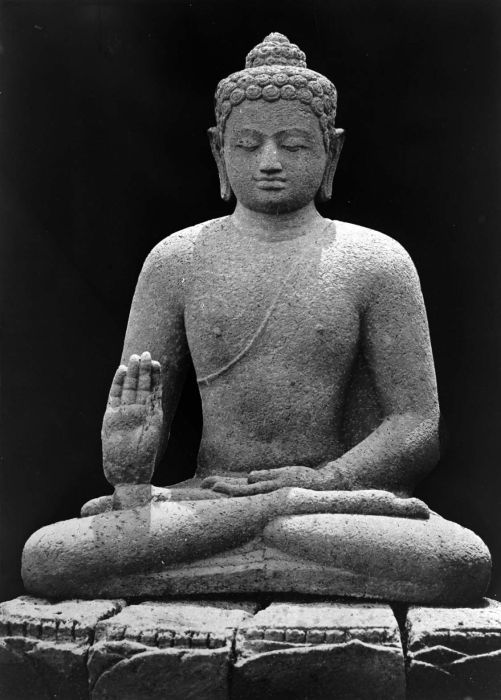
Amoghasiddhi z Borobuduru na ostrově Jáva

- Vztahuje se na božskou personifikaci vzdušného prvku.
- Vládne severní zemi úspěšného konání nejlepších činů Prakuta.

## Ikonografie

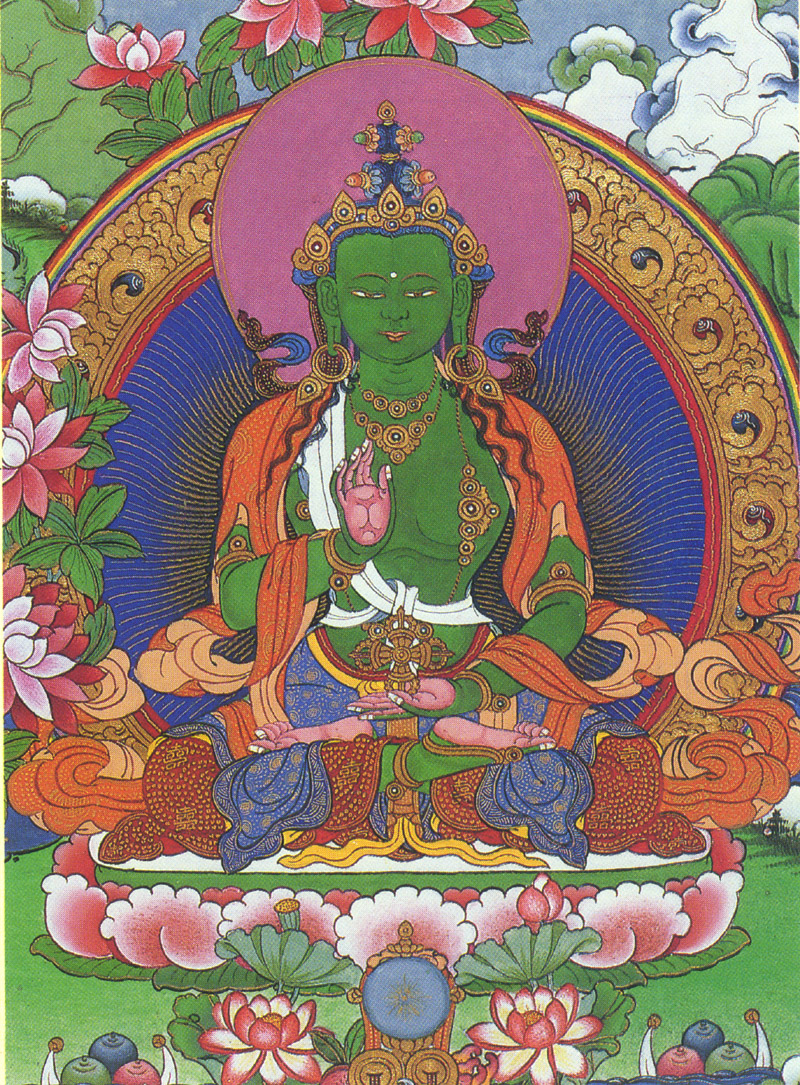
Amoghasiddhi, tibetská thangka

Jeho tělo je zelené, v levé ruce drží zkřížené dordže, pravá ruka vytváří mudru abhaja (gesto ochrany).

## Mantra
Óm Amóghasiddhi Áh Húm